# Lajitas

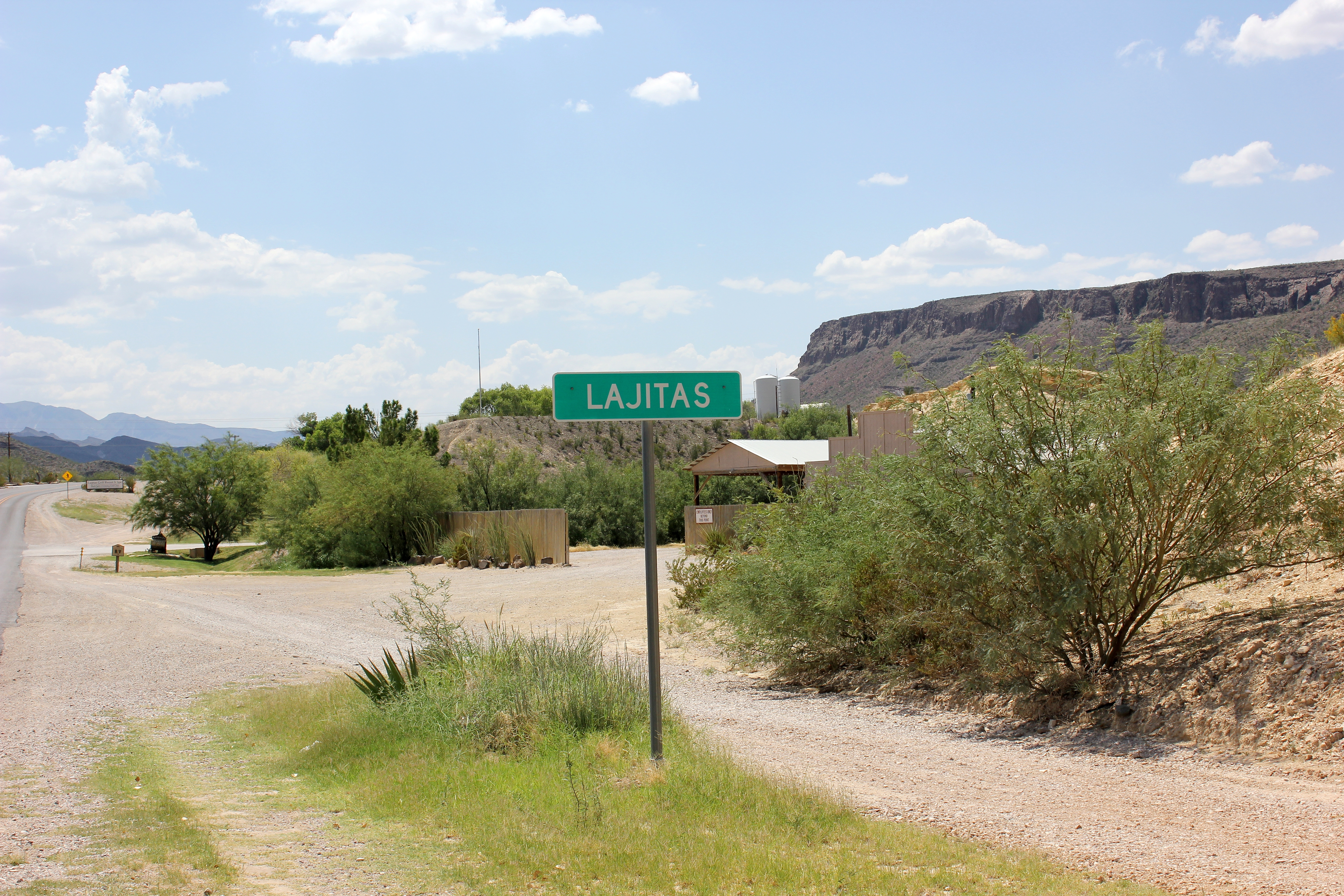
Lajitas, Juli 2014

Lajitas ist eine Ansiedlung im Brewster County im US-Bundesstaat Texas.

## Geographie
Lajitas liegt im mittleren Westen von Texas, im südwestlichen Teil des Brewster County in der Nähe des Eingangs zum Big Bend National Park. Der Ort in etwa 400 Metern oberhalb des Rio Grande kontrolliert die San-Carlos-Furt des früheren Comanche Trail über den Fluss. Lajitas befindet sich 153 km südlich von Alpine und 81 km östlich von Presidio. Die nächstgelegenen Orte sind Study Butt (23 km) und Terlingua (30 km).
Das Klima ist semiarid, geprägt durch heiße Sommer mit Durchschnittstemperaturen von um die 30 Grad Celsius von Mai bis September und milde Winter mit Durchschnittswerten von 11 Grad im Dezember und Januar. Die jährliche Niederschlagsmenge beträgt im Durchschnitt 272 mm.

## Geschichte
Lajitas bedeutet im Spanischen „kleiner, flacher Fels“. Die Gegend wurde ursprünglich von mexikanischen Indianerstämmen bewohnt, die zunächst von den Apachen und diese später von den Comanchen verdrängt wurden.
1852 wurde das Gebiet erstmals von einem US-Offizier näher erkundet. Erst die Quecksilberfunde in der Nähe von Terlingua in den 1880er Jahren und die um die gleiche Zeit entstandenen Ranches und Farmen im Rio-Grande-Tal führten zu einer Ansiedlung von Anglo-Amerikanern. Da sich bei Lajitas die am besten zu überquerende Furt über den Rio Grande befand, entwickelte sich der Ort langsam zu einem wichtigen Handelsplatz. Um die Jahrhundertwende war H. W. McGuirk der einflussreichste Farmer und Unternehmer der Gegend, er öffnete und betrieb einen Einkaufsladen und einen Saloon, errichtete eine Kirche und eine Schule, die 1912 bereits fünfzig Schüler hatte. 1917 verkaufte McGuirk seine Besitzungen an Thomas V. Skaggs, der McGuirks Unternehmen weiterführte und die „Lajitas Wax Company“ gründete. 1916 war der texanisch-mexikanische Handel durch den Bürgerkrieg des Revolutionsgenerals Pancho Villa zum Erliegen gekommen, die amerikanische Regierung stationierte unter General John J. Pershing Kavallerieeinheiten in Lajitas zum Schutz der Furt über den Rio Grande.
Mit dem Rückgang des Quecksilberabbaus bei Terlingua sank die Einwohnerzahl beträchtlich, bis 1949 auf vier Einwohner. 1976 verkaufte der damalige Besitzer der Gegend, Rex Ivey Jr., einen Teil des Landes an den Unternehmer Walter M. Mischer aus Houston, der mit der Renovierung des Ortes begann und ihn in ein Feriengebiet umwandelte. Bis Mitte der 1980er Jahre entstanden drei Motels, ein Hotel, ein Restaurant, ein Golfplatz, ein Schwimmbad und das „Lajitas Museum“, in dem Fundstücke aus dem Big Bend Nationalpark ausgestellt wurden. 1990 hatte Lajitas fünfzig Einwohner und fünfzehn Unternehmen. In den 1990er Jahren wurde in dem Ort die TV-Serie „Streets of Laredo“ mit James Garner in der Hauptrolle gedreht. Bis zum Jahre 2000 stieg die Bevölkerungszahl auf 75 Einwohner.
Im Jahre 2000 wurde der Erholungspark Lajitas für 4,2 Millionen US-Dollar an einen Unternehmer aus Austin verkauft, der das Erholungsgebiet erheblich ausbaute. Am 8. Dezember 2007 meldete die Zeitung „San Antonio Express News“, dass die Betreibergesellschaft des Erholungsparks mit einer Schuldenlast von knapp 20 Millionen Dollar Bankerott anmelden musste.